# Vicente Vázquez de Quiroga y Queipo de Llano
Vicente María Julián Vázquez Quiroga Queipo de Llano (Samos, 17 de febrer de 1804 – Madrid, 11 de març de 1893) va ser un economista, matemàtic i polític espanyol.

## Biografia
Va néixer a Samos, al pazo de Lusío, en el si d'una família acomodada. Va començar els estudis a la seva pròpia casa i els va continuar en els jesuïtes de Monforte de Lemos. En 1820 va ingressar en la Universitat de Valladolid, estudiant Dret i al mateix temps, Matemàtiques i Ciències Experimentals. Va obtenir els graus de batxiller en Lleis i Filosofia i posteriorment la llicenciatura i el doctorat en Lleis.
Lector empedreït i curiós, va obtenir per oposició una càtedra de Física Experimental i Química en 1826. Posteriorment va viatjar a completar la seva formació matemàtica i física a París (1829), ingressant a l'Escola Central d'Arts i Manufactures de París en la qual romandria durant tres cursos i on va ser nomenat auxiliar de la càtedra de Física. Va tornar a l'estiu del 1832 i es va instal·lar a Madrid, on tenia família (José María Queipo de Llano y Ruiz de Saravia, VII comte de Toreno, era el seu oncle). En 1833 va ser destinat a Cuba com a Fiscal d'Hisenda, on va romandre fins a 1846, any en què va tornar a Madrid.
Diputat en Corts, es dedica a la política els vint anys següents, en el camp monàrquic lleialista, ocupant càrrecs com la Direcció general del Ministeri d'Ultramar, o Subsecretari de la Governació. Va abandonar la vida política quan Isabel II va sortir d'Espanya, enderrocada en 1868, dedicant-se llavors en exclusiva al treball i a la producció intel·lectual publicant diversos treballs que havia començat en la seva anterior etapa.
Va ser membre de la Reial Acadèmia de la Història, Corresponsal de l'Institut de França, President de la comissió del Mapa Geològic d'Espanya, Comissari Regi de l'Observatori Astronòmic de Madrid i membre de la Reial Acadèmia de Ciències Exactes, Físiques i Naturals.

## Obra

### Política i economia
- Memoria sobre la reforma del sistema monetario de la Isla de Cuba (1844).
- Informe fiscal sobre el fomento de la población blanca en la Isla de Cuba y emancipación progresiva de la esclava, con una breve reseña de las reformas y modificaciones (...) presentados a la Superintendencia General Delegada de la Real Hacienda (1845).
- Breves observaciones sobre las principales cuestiones que hoy se agitan respecto a las provincias ultramarinas (1873).
- Proyecto de ley sobre la uniformidad y reforma del sistema métrico y monetario de España (1847).
- La cuestión del oro reducida a sus justos y naturales límites, y medios de sentar el sistema monetario sobre una sólida e inalterable base (1861).
- La crisis monetaria española, considerada en su causa, sus efectos y sus remedios, seguida de brevísimas indicaciones sobre el Banco Nacional (1866)
- La cuádruple convención monetaria considerada en su origen, objeto, ventajas e inconvenientes, e imposibilidad actual de su adopción en España (1867).
- Informe sobre la población blanca en Cuba

### Científica
- Ensayo sobre el sistema métrico y monetario (1859). Començat en 1835 quan va ser pensionat pel Govern per fer un projecte de llei de la reforma del sistema mètric i monetari a Espanya. Estudia per exemple, unitats històriques egípcies, gregues o babilònies. Publicat en francès com Essai sur les systémes metriques et monetaires des anciens peuples depuis les premiers temps historiques jusqu´ a la fondu Kalifat d'Orient, va obtenir un premi de numismàtica a l'Exposició Mundial de París (1860).
- Aritmética Superior Mercantil (1886). Hi ofereix una solució a equacions de grau major que 4 de manera molt aproximada en poques passes.
- Tablas de logaritmos vulgares desde el 1 hasta el 2000 (1855). És l'obra per la qual va obtenir més fama. Premiada en l'Exposició Universal de París de 1867 i en la de Barcelona de 1888, va conèixer 60 edicions. Declarat llibre de text pel Consell d'Instrucció Pública, el seu ús va ser obligat fins a l'aparició de les regles de càlcul primer i les calculadores científiques després.